# Basílica de Nossa Senhora de Guadalupe
O Santuário de Nossa Senhora de Guadalupe é uma basílica menor da Igreja Católica e santuário nacional do México. Dedicado à Santíssima Virgem de Guadalupe, está localizado no Monte do Tepeyac, na Cidade do México. É considerado o principal templo da Igreja Católica no continente americano e um dos mais visitados do mundo, recebendo cerca de 20 milhões de fiéis anualmente.
O santuário é composto de várias igrejas e capelas, dentre elas as duas basílicas, uma do século XVI, e outra de 1974, cujo projeto é do arquiteto mexicano Pedro Ramírez Vásquez. Esta nova basílica foi construída em razão do afundamento da antiga devido ao terreno movediço, pois a Cidade do México foi construída em cima de um lago aterrado, o Lago de Texcoco.

## Santuário
A Basílica da Nossa Senhora de Guadalupe é o segundo santuário católico mais visitado no mundo, perdendo somente para a Basílica de São Pedro. A Basílica de Guadalupe recebe mais de 20 milhões de visitantes ao longo do ano e inumeráveis peregrinações de todo o México, tendo inclusive, superado a Basílica de São Pedro em número de visitantes no ano de 2006. 
A Basílica de Guadalupe, ao ser declarada santuário nacional do México e basílica menor pelo Vaticano, tornou-se um dos primeiros santuários marianos da América Latina. O principal acesso à Basílica é por “La Villa de Guadalupe”, conhecida popularmente como “La Villa”, e fica no norte da cidade do México.

### Basílica Velha
A Antiga Basílica de Guadalupe, conhecida oficialmente como "Templo Expiatorio a Cristo Rey", é o primeiro templo católico dedicado à Virgem de Guadalupe. Começou a ser construída em 1531 e foi concluída em 1709 foi projetado por Pedro de Arrieta. O interior é decorado em mármore com duas estátuas de Juan Diego e do Frei Juan de Zumárraga. Foi consagrada basílica em 1904 pelo Papa Pio X. As  vestes de Juan Diego ficaram abrigadas na Igreja até 1974.
Em 1921 uma bomba foi implantada no altar da Basílica por um ativista anticlérico que conseguiu explodir parte do templo causando enormes prejuízos à Arquidiocese da Cidade do México.
Na década de 70, foi descoberto o afundamento do terreno e um novo templo teve de ser planejado. Já em 1979, o  Instituto Nacional de Antropologia e Historia (INAH), em parceria com a Igreja Católica mexicana, iniciou um trabalho arqueológico para tentar restaurar o chão da igreja e impedir a perda de artefatos importantes. O INAH já havia trabalhado com a Catedral Metropolitana da Cidade do México e com a Torre de Pisa. 
Embora ainda não tenham sido finalizados os trabalhos na Basílica, a primeira etapa da restauração já foi concluída com sucesso em 2000.  A basílica foi reaberta em 2001 e celebra o Santíssimo Sacramento todos os dias.

### Basílica Nova
A moderna basílica foi construída na década de 1970, projetada pelo arquiteto Pedro Ramírez Vázquez (que também projetou o Estádio Azteca). Foi idealizada em estilo moderno e viabiliza permitir uma vista total do altar para os que estão no interior.  A estrutura é suportada por 350 pilares e pode abrigar 10 mil pessoas no interior. No entanto, em celebrações especiais são colocados assentos adicionais e a capacidade chega a até 40 mil lugares.
A Basílica Nova abriga ainda, em seu interior, a tilma de Juan Diego Cuauhtlatoatzin com a estampa de Nossa Senhora de Guadalupe.

### Museu da Basílica de Guadalupe
O museu, inaugurado em 1941, abriga uma importante coleção de 1 500 peças, incluindo pinturas, esculturas, joias, ouro e outros. Possui obras dos mais importantes pintores da Nova Espanha.

## Galeria

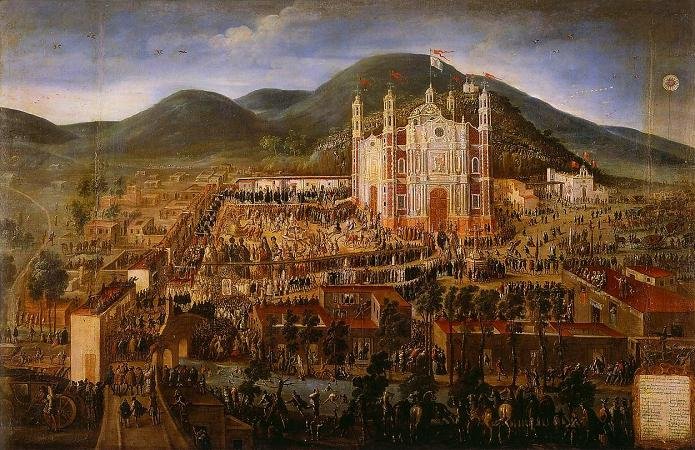
Inauguração da Basílica de Nossa Senhora de Guadalupe. Manuel Arellano, ca. 1709
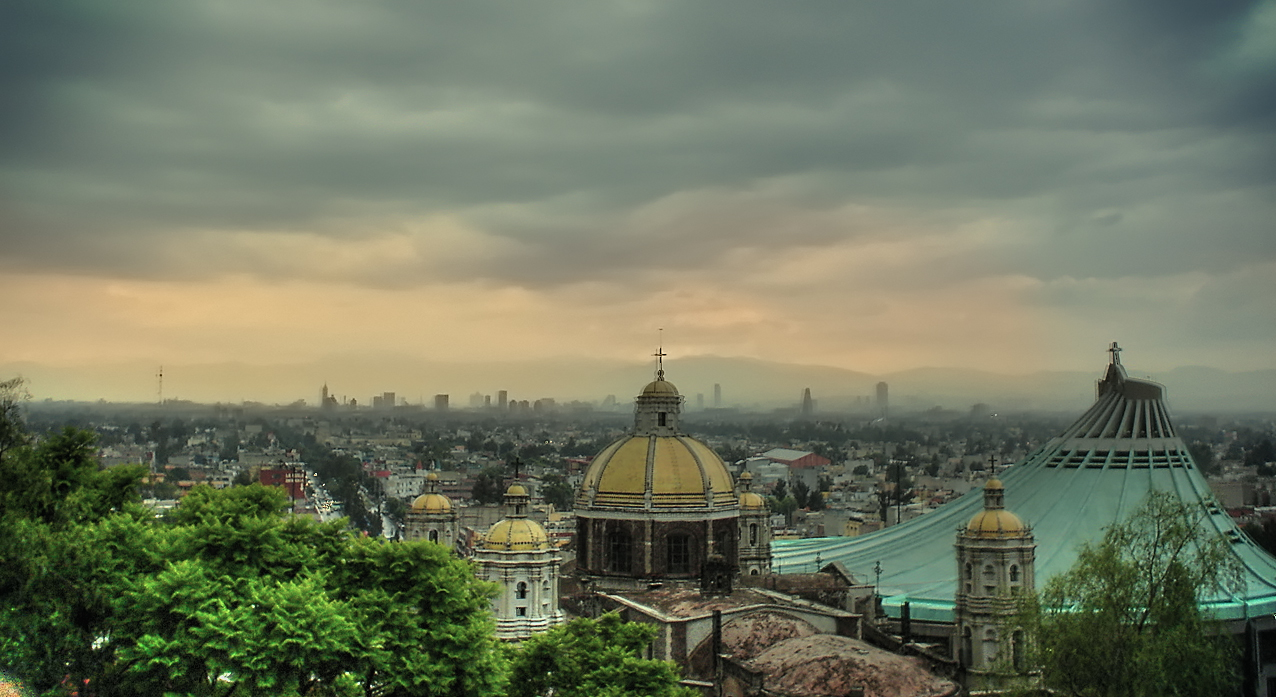
Santuário de Guadalupe, com a Antiga Basílica (ao centro) e a Nova Basílica (à direita).
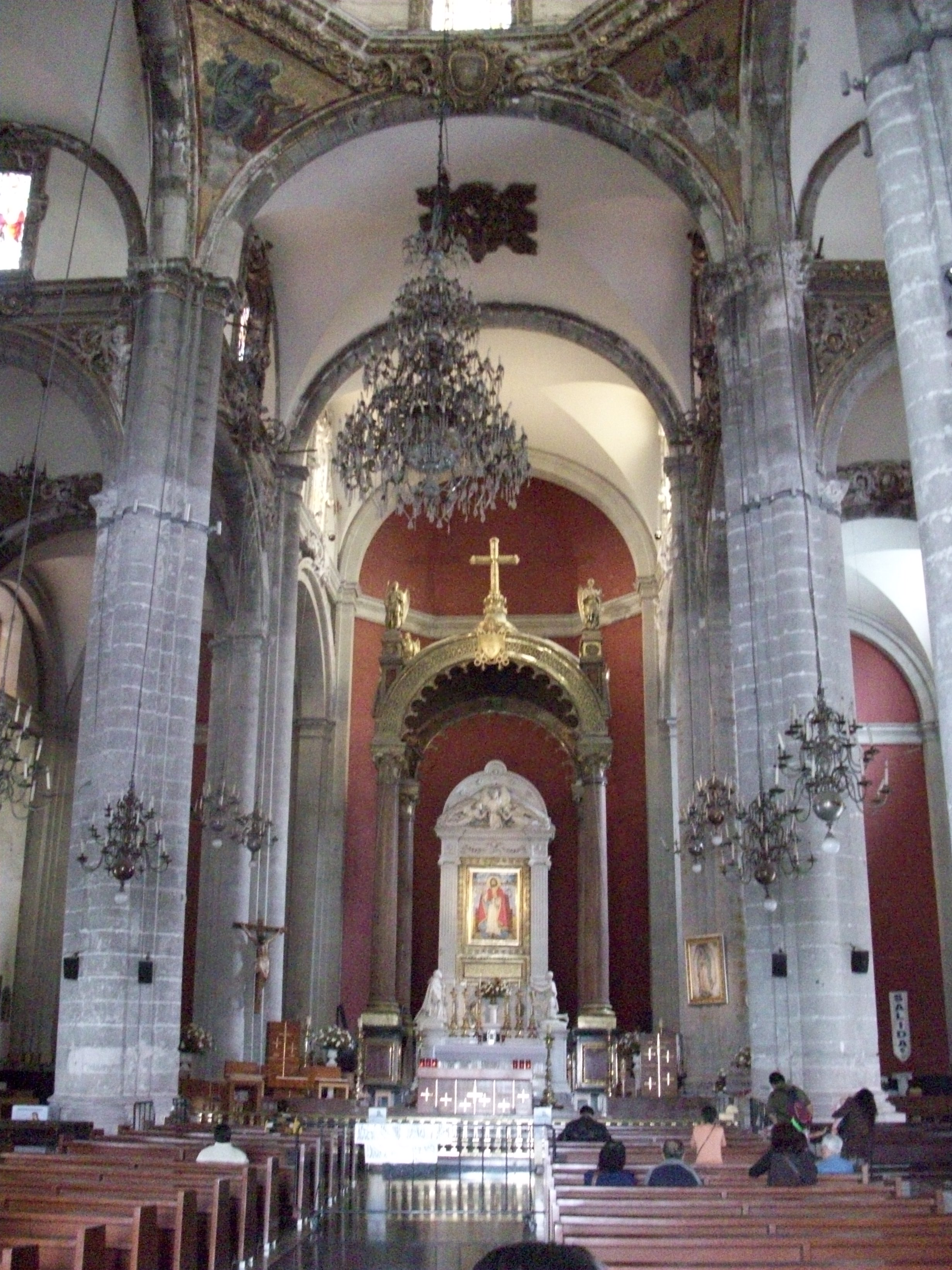
Nave principal da Antiga Basílica.
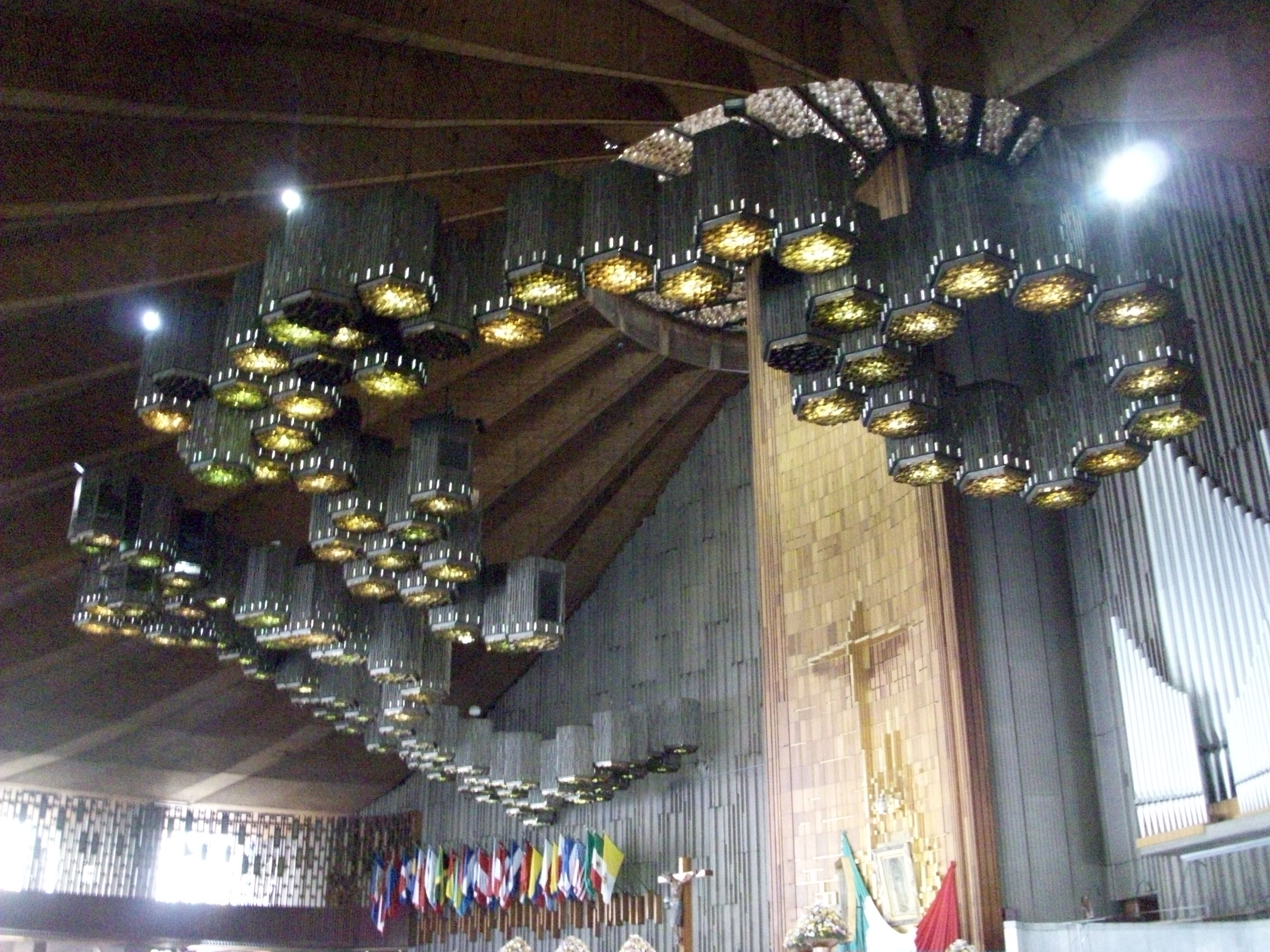
Detalhes do teto da Nova Basílica.
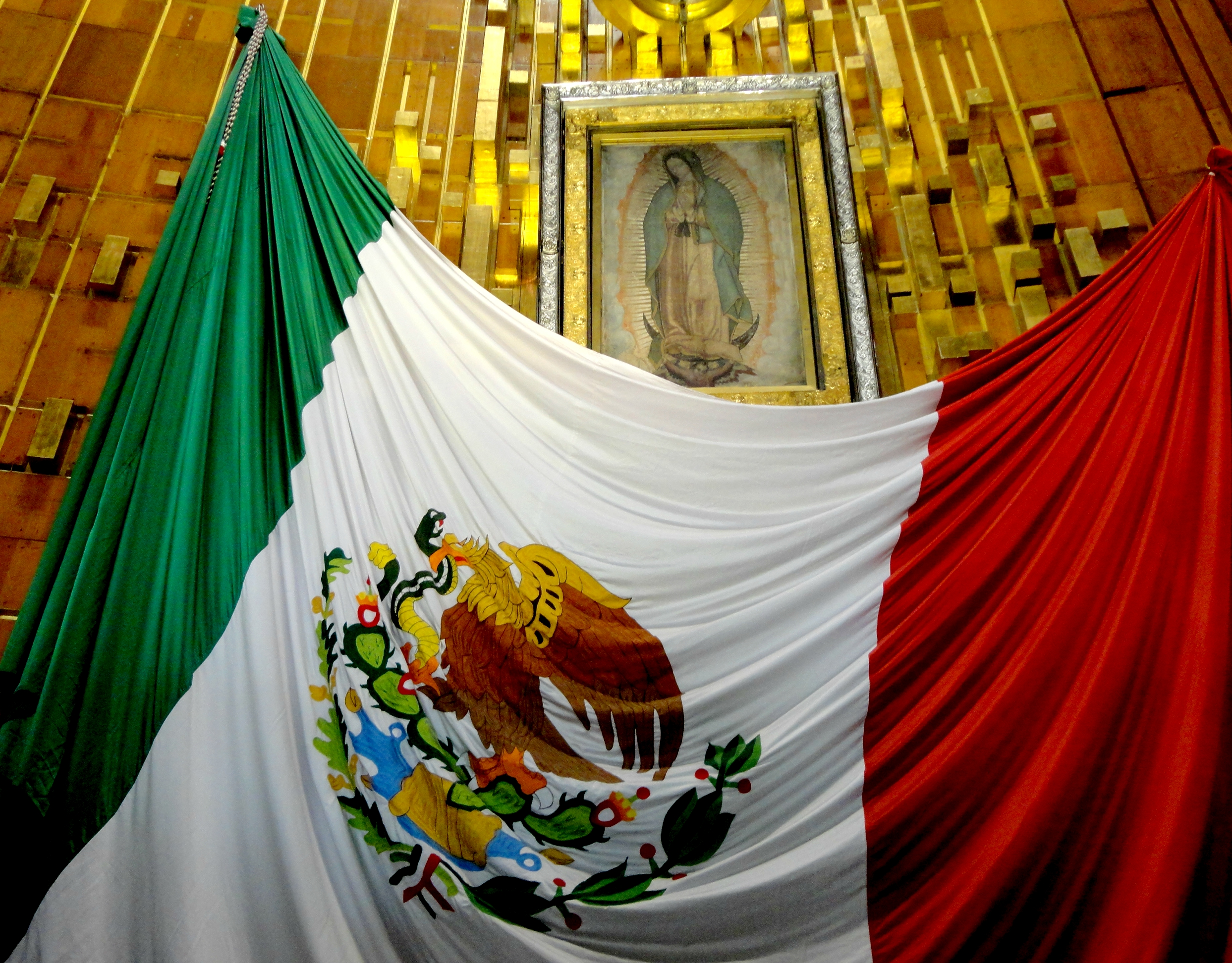
Tilma e bandeira de México.